# Edward Hearn
Guy Edward Hearn (6 de setembro de 1888 - 15 de abril de 1963) foi um ator de cinema estadunidense que iniciou na era do cinema mudo, alcançando a era sonora e a televisão, aparecendo em 390 filmes entre 1915 e 1955. A grande maioria de sua atuação foi em personagens secundários, muitas vezes não-creditados.

## Biografia
Em uma carreira cinematográfica de quarenta anos, começando em 1915, atuou em centenas de papéis, iniciando na era do cinema mudo. Com a chegada do som, atuou em dezenas de produções para praticamente todos os estúdios, em sua maioria não-creditado, e quando creditado o era com diversos nomes, pelo menos nove deles, mais freqüentemente Edward Hearn, Guy E. Hearn, Ed Hearn, Eddie Hearn, Eddie Hearne e Edward Hearne.

## Era muda
Nascido na pequena cidade de Dayton, em Washington, Hearn estudou no Whitmann College. Tornou-se ator aos 20 anos, tendo o primeiro papel conhecido no curta-metragem de 1915, The Fool's Heart. Atuou então em Her Bitter Cup em 1916, e em seguida, naquele mesmo ano, em 16 filmes. O ano de 1917 também lhe foi prolífico, tendo atuado em 17 filmes. As produções de curta-metragens foram diminuendo, e atuou em quatro filmes em 1918, quatro em 1919 e cinco em 1920), mas continuou atuando regularmente. Ele foi o terceiro crédito em Faith, produção de 1920 estrelada por Peggy Hyland e J. Parks Jones, e atuou num papel secundário no seriado Daredevil Jack, ao lado do campeão de boxe Jack Dempsey.
Contratado pela subsidiária da Universal Pictures, Bluebird Photoplays, como protagonista ao lado de Ruth Clifford no filme de 1918 The Lure of Luxury, Hearn foi contratado pelo estúdio Film Booking Offices of America (também conhecido como FBO Pictures Corporation) e interpretou papéis importantes em filmes como The Fire Bride e Colleen of the Pines, ambos em 1922, The Town Scandal em 1923, Excitement e Daughters of Today em 1924 e The Outlaw's Daughter em 1925.
Em 1925, Hearn interpretou o irmão de Clara Bow em The Lawful Cheater, um drama criminal, além de interpretar um papel principal no filme da Fox Film adaptado de dum clássico de Edward Everett Hale, "The Man Without a Country". Foi creditado também no Western de 1924 The Devil's Partner, que não foi lançado até 1926. Também atuou ao lado de Helen Holmes no filme Perils of the Rail, e atuou num não-creditado papel de oficial do exército em outro filme de estrada de ferro, The General, de Buster Keaton, em 1926. Em 1927, ele foi o segundo crédito no filme de Cornelius Keefe em Hook and Ladder No. 9, o terceiro crédito no filme de Larry Semon, Spuds,  além de atuar em The Heart of the Yukon e Pals in Peril, e num papel não-creditado em The King of Kings de Cecil B. DeMille, em 1927.

## Era sonora
Em 1928, quando Hearn atingiu seu quadragésimo aniversário, suas mudanças se refletiram nas seis produções em que apareceu. Ele foi ainda brevemente lançado como um galã, mas apenas em filmes com destaque para cães-atores, como é o exemplo do seriado da Pathé dirigido por Spencer Gordon Bennet The Yellow Cameo, quando os créditos eram dirigidos especialmente para a atriz, Allene Ray e o cão Cyclone, "The New Pathé Dog Star, Cyclone", isto é, a nova estrela da Pathé. O longa-metragem da FBO "Dog Justice", outro veículo para um cão pastor alemão (desta vez com o nome de Ranger), Hearn ficou em segundo lugar nos créditos. Os outros quatro títulos, no entanto, colocaram-no entre o quinto e o oitavo em suas listas de elenco, e o último de 1928, Ned McCobb's Daughter, também seu primeiro filme sonoro, foi lançado em dezembro e ele foi creditado após Irene Rich, Theodore Roberts, Robert Armstrong e George Barraud, e diretamente acima da futura estrela Carol (Carole) Lombard.
Como filmes sonoros começaram a fazer incursões maiores no início de 1929, os cinco filmes de Hearn naquele ano indicaram uma espiral aind amais descendente. Ele foi o segundo crédito em outro veículo para o cão Ranger, The One Man Dog, e o terceiro crédito (acima de Thelma Todd) no filme parcialmente falado de William Collier, Jr. e Jacqueline Logan para a Columbia Pictures, The Bachelor Girl. Nos restantes três títulos, no entanto, seu crédito foi muito menor. O primeiro filme sonoro de Frank Capra, The Donovan Affair, apresentou-o entre os créditos e no filme da Universal The Drake Case, foi creditado em oitavo lugar. Dessas produções existe apenas versões em silêncio, após a perda de seus discos de som. O último dos lançamentos de 1929 de Hearn, o western Hell's Heroes, deixou-o com um pequeno papel não creditado.

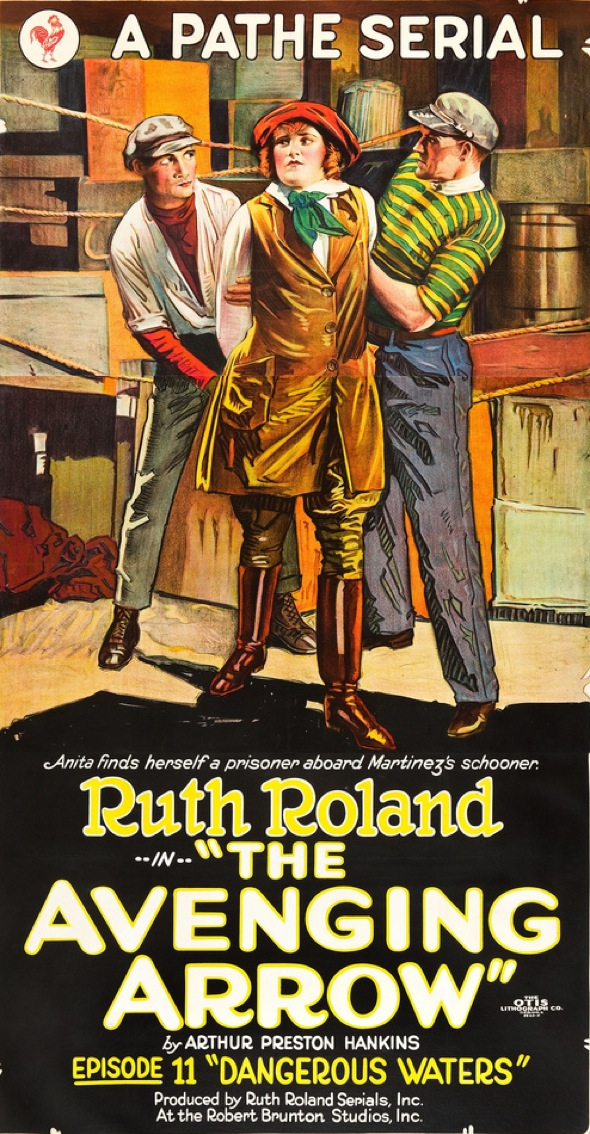
Cena do seriado The Avenging Arrow, em 1921, um dos poucos papéis centrais em que Hearn atuou, dessa vez ao lado de Ruth Roland.

Em 1930 Hearn atuou em pequenos papéis não-creditados em três filmes, além de uma pequena ponta em um curta-metragem de Hal Roach, com Charley Chase e Thelma Todd. Em 1931 apareceu em dezesseis filmes longos e um curta-metragem, sem ser creditado. Em cada ano, até 1945, ele tevevários papéis não-creditados. Voltando ao trabalho no cinema em 1950, mais uma vez acumulou inúmeros créditos até o final de 1953, e em 1955 atuou em This Island Earth e Tall Man Riding, seu último filme.
Na televisão, apareceu em um episódio de Cowboy G-Men, em 1952, e de The Lone Ranger, em 1953.

## Vida pessoal e morte
Hearn foi casado com a franco-canadense Tryda Saindon desde meados de 1910 até junho de 1930, como indicado pelo Censo de 1930. Eles tiveram um filho, Edward, nascido em Los Angeles durante o verão de 1916.
Oito anos após se retirar das telas, Guy Edward Hearn morreu em Los Angeles aos 74 anos.

## Filmografia parcial
- The Fool's Heart (1915)
- Her Bitter Cup (1916)
- The Los Express (1917)
- The Light of Western Stars (1918)
- Over the Garden Wall (1919)
- Daredevil Jack (1920)
- Down Home (1920)
- The Avenging Arrow (1921)
- The Miracle Baby (1923)
- The Lawful Cheater (1925)
- Perils of the Rail (1925)
- Daring Days (1925)
- The General (1926)
- Winners of the Wilderness (1927)
- The King of Kings (1927)
- The Yellow Cameo (1928)
- The Vanishing Legion (1931)
- The Galloping Ghost (1931)
- The Painted Desert (1931)[10]
- The Shadow of the Eagle (1932)
- The Last of the Mohicans (1932)
- Fighting with Kit Carson (1933)
- The Mystery Squadron (1933)
- Burn'Em Up Barnes (1934)
- Eskimo (1934)
- Mystery Mountain (1934)
- The Count of Monte Cristo (1934)
- The Law of the Wild (1934)
- Bulldog Courage (1935)
- The Miracle Rider (1935)
- Streamline Express (1935)[11]
- Tumbling Tumbleweeds (1935)
- King of the Pecos (1936)
- The Mysterious Avenger (1936)
- Penrod and Sam (1937)
- A Star Is Born (1937)
- The Great Adventures of Wild Bill Hickok (1938)
- You Can't Take It with You (1938)
- Boys Town (1938)
- The Spider's Web (1938)
- Red Barry (1938)
- Broadway Serenade (1939)
- Edison, the Man (1940)
- Adventures of Red Ryder (1940)
- Deadwood Dick (1940)
- The Green Archer (1940)
- Santa Fe Trail (1940)
- The Green Hornet Strikes Again! (1940)
- White Eagle (1941)
- Meet John Doe (1941)
- Holt of the Secret Service (1941)
- Dick Tracy vs. Crime, Inc. (1941)
- Don Winslow of the Navy (1942)
- Air Raid Wardens (1943)
- Great Flamarion (1945)[12]
- Atom Man vs Superman (1950)
- Strangers on a Train (1951)
- This Island Earth (1955)
- Tall Man Riding (1955)